# Saber Interactive
Saber Interactive Incorporated ist ein US-amerikanisches Entwicklungsstudio für Videospiele, mit Sitz in Maplewood, New Jersey. Das Unternehmen hat regionale Büros in Sankt Petersburg, Madrid, Minsk und in Sundsvall. Saber Interactive beschäftigt seit 2022 2671 Mitarbeiter.

## Geschichte
Saber Interactive wurde 2001 von Andrey Iones, Matthew Karch und Anton Krupkin gegründet. Karch ist Geschäftsführer des Unternehmens. Saber entwickelte und verwendet eine proprietäre Spiel-Engine, die Saber3D Engine, die bei TimeShift (2007) das erste Mal zum Einsatz kam. Im Oktober 2019 wurde Bigmoon Entertainment von Saber Interactive übernommen. Bigmoon Entertainment ist ein Entwicklungsstudio für Videospiele, mit Sitz in Porto. Bigmoon Entertainment wurde zu Saber Porto umbenannt. Im Februar 2020 wurde Saber Interactive von der Embracer Group für 525 Millionen US-Dollar übernommen. Im März 2024 verkaufte Embracer Saber Interactive und zugehörige Studios an das Konsortium Beacon Interactive.

## Entwickelte Spiele
| Titel                                       | Plattformen                                                                   | Publisher                          | Jahr |
| ------------------------------------------- | ----------------------------------------------------------------------------- | ---------------------------------- | ---- |
| Will Rock                                   | Windows                                                                       | Ubisoft                            | 2003 |
| TimeShift                                   | Windows, PlayStation 3, Xbox 360                                              | Vivendi Games                      | 2007 |
| Battle: Los Angeles                         | Windows, PlayStation 3, Xbox 360                                              | Konami                             | 2011 |
| Halo: Combat Evolved Anniversary            | Xbox 360                                                                      | Microsoft Game Studios             | 2011 |
| Inversion                                   | Windows, PlayStation 3, Xbox 360                                              | Namco Bandai Games                 | 2012 |
| God Mode                                    | Windows, PlayStation 3, Xbox 360                                              | Atlus                              | 2013 |
| R.I.P.D. The Game                           | Windows, PlayStation 3, Xbox 360                                              | Atlus                              | 2013 |
| Halo: The Master Chief Collection           | Xbox One                                                                      | Microsoft Studios                  | 2014 |
| Halo Online                                 | Windows                                                                       | Innova Systems                     | 2015 |
| MX Nitro                                    | Windows, PlayStation 4, Xbox One                                              | Miniclip                           | 2017 |
| Quake Champions                             | Windows                                                                       | Bethesda Softworks                 | 2017 |
| NBA Playgrounds                             | Windows, Nintendo Switch, PlayStation 4, Xbox One                             | Mad Dog Games                      | 2017 |
| Spintires: MudRunner                        | Windows, Nintendo Switch, PlayStation 4, Xbox One                             | Focus Home Interactive             | 2017 |
| Shaq Fu: A Legend Reborn                    | Windows, Nintendo Switch, PlayStation 4, Xbox One                             | Mad Dog Games                      | 2018 |
| NBA 2K Playgrounds 2                        | Windows, Nintendo Switch, PlayStation 4, Xbox One                             | 2K Games                           | 2018 |
| World War Z                                 | Windows, PlayStation 4, Xbox One                                              | Mad Dog Games                      | 2019 |
| Ghostbusters: The Video Game Remastered     | Windows, Nintendo Switch, PlayStation 4, Xbox One                             | Mad Dog Games                      | 2019 |
| The Witcher 3: Wild Hunt – Complete Edition | Nintendo Switch                                                               | CD Projekt                         | 2019 |
| Call of Cthulhu: The Official Video Game    | Nintendo Switch                                                               | Focus Home Interactive             | 2019 |
| Vampyr                                      | Nintendo Switch                                                               | Focus Home Interactive             | 2019 |
| Killing Floor 2                             | Windows, PlayStation 4, Xbox One                                              | Tripwire Interactive               | 2020 |
| SnowRunner                                  | Windows, PlayStation 4, Xbox One                                              | Focus Home Interactive             | 2020 |
| Evil Dead: The Game                         | Windows, Nintendo Switch, PlayStation 5, PlayStation 4, Xbox One, Xbox Series | Saber Interactive, Boss Team Games |      |
| Warhammer 40.000: Space Marine 2            | Windows, PlayStation 5, Xbox Series X/S                                       | Focus Home Interactive             | 2024 |